# Sokolovac (Dežanovac)
Sokolovac (1910-ig Sokolovac Dežanovački, majd 1971-ig Sokolovac Daruvarski) falu Horvátországban Belovár-Bilogora megyében. Közigazgatásilag Dežanovachoz tartozik.

## Fekvése
Belovártól légvonalban 38, közúton 50 km-re délkeletre, Daruvártól légvonalban 15, közúton 19 km-re nyugatra, községközpontjától 6 km-re északnyugatra, Nyugat-Szlavóniában, az Ilova és Toplica folyók között fekszik.

## Története
A település határában a középkorban vár állt, mely Engel Pál szerint Diánvárral, eredeti nevén Veszelével azonos. 1413 és 1503 között a décsei Rohfi családé, majd 1526-ig az Erdődyek birtoka volt. Első írásos említése 1413-ban történt, amikor Rohfi László és János új adományt kapott rá. A környékbeli várakhoz hasonlóan valószínűleg 1542-ben foglalta el a török és többé nem építették újjá. A térség több mint száz évig pusztaság maradt.
A térség a 17. század végén szabadult fel a török uralom alól. A teljesen kihalt területre a parlagon heverő földek megművelése és a határvédelem céljából 1746 körül a Gorski kotar és Lika területéről telepítettek be új, horvát anyanyelvű lakosságot. Sokolovac azonban csak a 19. század első felétől népesült be. 1865 körül birtokosa Tolna és Baranya vármegyék területéről dunai svábokat telepített ide. A települést a második katonai felmérés térképén „Sokolovac” néven találjuk.
A Magyar Királyságon belül Horvát–Szlavónország részeként, Pozsega vármegye Daruvári járásának része volt. 1869-ben 671, 1910-ben 877 lakosa volt. A 19. század végén és a 20. század elején az olcsó földterületek miatt és a jobb megélhetés reményében magyar és cseh lakosság telepedett le itt. 1910-ben a népszámlálás adatai szerint lakosságának 49%-a magyar, 37%-a német, 10%-a cseh anyanyelvű volt. Az I. világháború után 1918-ban az új szerb-horvát-szlovén állam, majd később (1929-ben) Jugoszlávia része lett.
1941 és 1945 között a németbarát Független Horvát Államhoz, háború után a település a szocialista Jugoszláviához tartozott. A település 1991-től a független Horvátország része. 1991-ben lakosságának 86%-a horvát, 5%-a magyar nemzetiségű volt. 2011-ben a településnek 222 lakosa volt, akik főként mezőgazdasággal, állattartással foglalkoztak.

## Lakossága
| Lakosság változása | Lakosság változása | Lakosság változása | Lakosság változása | Lakosság változása | Lakosság változása | Lakosság változása | Lakosság változása | Lakosság változása | Lakosság változása | Lakosság változása | Lakosság változása | Lakosság változása | Lakosság változása | Lakosság változása | Lakosság változása |
| ------------------ | ------------------ | ------------------ | ------------------ | ------------------ | ------------------ | ------------------ | ------------------ | ------------------ | ------------------ | ------------------ | ------------------ | ------------------ | ------------------ | ------------------ | ------------------ |
| 1857               | 1869               | 1880               | 1890               | 1900               | 1910               | 1921               | 1931               | 1948               | 1953               | 1961               | 1971               | 1981               | 1991               | 2001               | 2011               |
| 0                  | 671                | 723                | 999                | 925                | 877                | 868                | 789                | 956                | 913                | 775                | 492                | 347                | 287                | 255                | 222                |

## Nevezetességei
Diánvára (eredeti nevén Veszele) maradványai az Ilova folyón átívelő híd után mintegy 500 méterrel, közvetlenül a falu előtt egy útkanyarban találhatók. A maradványok alapján, a vár egy ovális halmon állt, amit egy vizesárok, egy külső fal, egy újabb vizesárok, egy sáncgyűrű és egy újabb vizesárok övezett. Ma a legkülső sáncnak már csak az északi fele látható. A gondosan karbantartott, fenyőfákkal beültetett, kirándulóhelyként hasznosított központi halmon eredeti épületmaradványoknak már nyoma sincs.